# Sudioničko promatranje
Sudioničko promatranje (engl. participant observation), glavna istraživačka strategija čiji je cilj postizanje bliske i intimne prisnosti s danom grupom pojedinaca (poput religijske, profesionalne ili devijantne grupe) i njihovim običajima kroz intenzivnu upletenost s ljudima u njihovoj prirodnoj okolini. Metoda potječe iz terenskog rada socijalnih antropologa te iz urbanog istraživanja Čikaške škole.
Takvo istraživanje obično sadržava niz drugih metoda: neformalne intervjue, izravno promatranje, sudjelovanje u životu grupe, kolektivne rasprave, analize osobnih dokumenata proizvedenih unutar grupe, samoanalizu i povijesti života. Usprkos tome što se metoda obično karakterizira kao kvalitativno istraživanje, ona ipak može (što se često događa) sadržavati kvantitativne dimenzije.
Sudioničko promatranje ima svoje korijenje u antropologiji, a kao metodologija se može pripisati Franku Hamiltonu Cushingu, jer ju je on primijenio u vlastitom istraživanju Zuni Indijanaca krajem devetnaestog stoljeća. Nakon toga uslijedila su mnoga proučavanja nezapadnjačkih društava, posebice u radovima Bronislawa Malinowskog, Edwarda Evans-Pritcharda i Margaret Mead, u prvoj polovini dvadesetog stoljeća. Sudioničko promatranje se pokazalo najvažniji pristupom antropologa u njihovom etnografskom istraživanju, a počivalo je na njegovanju osobnih odnosa s lokalnim izvjestiteljima kao načinom učenja o kulturi, uključujući i promatranje i sudjelovanje u društvenom životu grupe. Dok su živjeli s kulturama koje su proučavali, istraživači su mogli formulirati izvještaje iz prve ruke te postići nove predodžbe.
Ta ista metoda proučavanja se također primijenjivala na grupe unutar zapadnjačkog društva, a posebice je uspješna u proučavanju supkultura ili grupa koje dijele snažan osjećaj identiteta, gdje promatrač samo sudjelovanjem može vjerno pristupiti životima onih koje proučava.

## Više informacija
- Istraživanje sudioničkog djelovanja
- Kvalitativno istraživanje